# Леденец (фильм)
«Леденец» (англ. Hard Candy) — американский триллер режиссёра Дэвида Слейда, снятый в 2005 году. В главных ролях — Патрик Уилсон и Эллен Пейдж. Фильм повествует о встрече 14-летней девочки и 32-летнего фотографа, которые познакомились в интернете. Оригинальное название Hard Candy на интернет-сленге означает «малолетняя девочка».

## Сюжет
Фильм начинается с диалога двух персонажей в чате — Lensman319 и Thonggrrrl14, которые договариваются о встрече. В кафе встречаются 14-летняя девочка Хейли и 32-летний фотограф Джефф.
На стене кафе висит объявление о похищении несовершеннолетней девушки, которая, предположительно, уже убита. После того, как Хейли упоминает, что является фанаткой группы Goldfrapp, Джефф говорит, что у него есть пиратская запись их концерта. Хейли изъявляет желание послушать её, и они на автомобиле направляются к нему в дом.
В доме Джеффа на стенах висят фотографии несовершеннолетних девушек, по словам Джеффа, это модели, с которыми он работал. На обороте одной из фотографий Хейли видит надпись «Джанель, 19 марта». Она предполагает, что это бывшая подруга Джеффа и дата их первого секса, однако Джефф отказывается говорить на эту тему. Хейли находит водку в холодильнике и готовит коктейли «отвёртка». После употребления напитка Хейли просит сфотографировать её, внезапно Джефф теряет сознание.
Очнувшись, он обнаруживает себя привязанным к креслу. Хейли сообщает Джеффу, что считает его педофилом, приведя различные аргументы. Выясняется, что она давно выслеживала его через интернет. Она начинает поиски компрометирующих материалов в доме. Обнаружив сейф, Хейли сопоставляет ник Джеффа в чате с датой на фотографии Джанель и вводит цифры 319, меняя года. Она извлекает компакт-диск и несколько фотографий, комментируя их содержание фразой «ты ведь просто болен». Хейли говорит, что помнит девушку на одной из фотографий, и спрашивает, почему она в одежде. Это та девушка, которая пропала, но Джефф отрицает свою причастность к её похищению и смерти. Неожиданно Джефф наносит Хейли сильный удар ногой и, оставаясь привязанным к креслу, успевает добраться до пистолета. Однако, когда Джефф перекатывался на кресле, Хейли сзади обматывает его голову плёнкой, из-за чего он вновь теряет сознание.
В следующей сцене связанный Джефф лежит на столе без брюк и с пакетом льда на гениталиях. Хейли демонстрирует ему инструменты, приготовленные для кастрации, она цитирует медицинские справочники, шутит и старается поддержать разговор. Джефф безуспешно просит её отказаться от задуманного. После операции она рекомендует ему беречь здоровье, сообщая адрес сайта с советами для кастрированных. Когда Хейли уходит в душ, Джефф освобождается и с облегчением обнаруживает, что его органы находятся на месте, а Хейли имитировала операцию, прищемив их.
Вооружившись скальпелем, он направляется в ванную. Однако Хейли уже ждёт его в засаде и наносит ему удар электрошокером. Джефф приходит в себя, стоящим на стуле с петлёй на шее. Хейли сообщает, что сюда направляется Джанель, и если Джефф добровольно не выбьет из-под себя стул, она разоблачит его как педофила. Джеффу удаётся перепрыгнуть на стол и снять петлю, он поднимается за Хейли на крышу, в это время к дому подъезжает Джанель. Хейли показывает ему новую петлю и говорит, что уничтожит улики, если он покончит жизнь самоубийством. Джефф признается в похищении пропавшей девушки, но утверждает, что её убил не он, а его сообщник. Он предлагает Хейли назвать имя сообщника в обмен на свою свободу. Хейли отвечает, что уже знает это имя, и что сообщник, прежде чем покончить с собой, сказал, что убийцей был Джефф. Джефф соглашается покончить с собой в обмен на обещание уничтожить улики. Она надевает ему петлю, и Джефф делает шаг с крыши. В последний момент, когда он уже висит в петле, Хейли наклоняется над краем крыши и говорит ему: «Или нет!».

## В ролях
| Актёр           | Роль            |
| --------------- | --------------- |
| Эллен Пейдж     | Хейли Старк     |
| Патрик Уилсон   | Джефф Кольвер   |
| Сандра О        | Джуди Токуда    |
| Дженнифер Холмс | Джанель Роджерс |

## Награды и номинации
- 2005 — три приза Каталонского кинофестиваля: лучший фильм (Дэвид Слейд), зрительская награда за лучший художественный фильм (Дэвид Слейд), лучший сценарий (Брайан Нельсон)
- 2006 — номинация на премию British Independent Film Awards за лучший зарубежный независимый фильм

## В поп-культуре
На основе фильма сняты клипы «Beim ersten Mal tut’s immer weh» группы Oomph! и «Terror Starts at Home» группы Beneath the Sky.